# Elachista rufocinerea
Elachista rufocinerea là một loài bướm đêm thuộc họ Elachistidae. Nó được tìm thấy ở châu Âu,.
Sải cánh dài 10–11 mm. The moth gặp ở tháng 4 đến tháng 5 tùy theo địa điểm.
Ấu trùng ăn nhiều loại cỏ, primarily Arrhenarherum elatius, Festuca arundinacea và Creeping Soft Grass.

## Hình ảnh

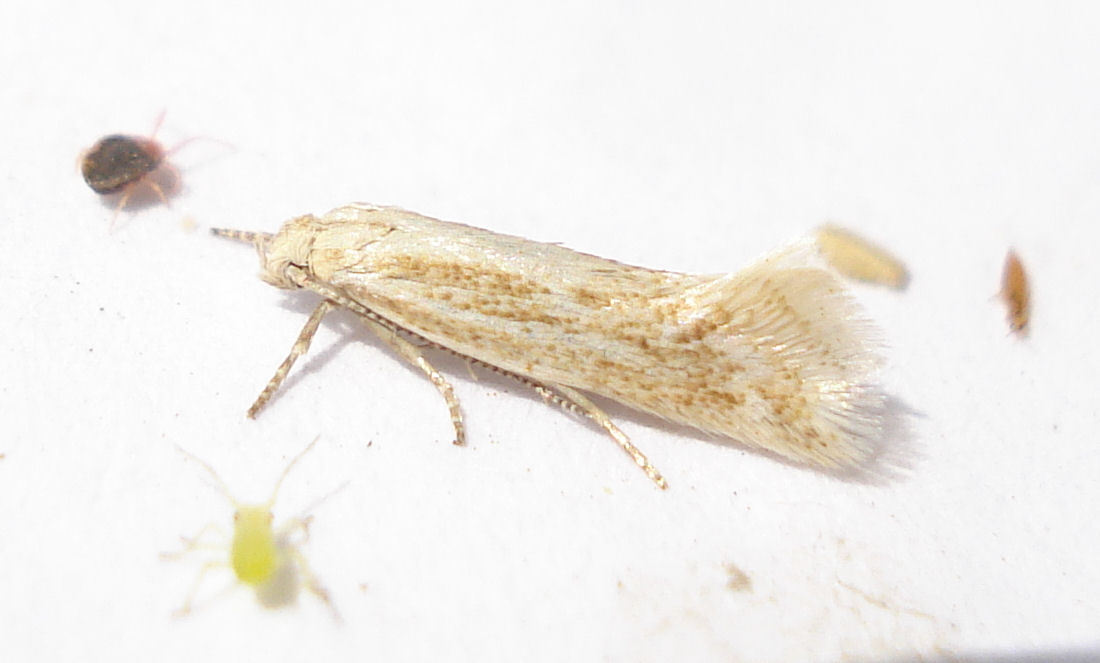